# Фундопликација
Фундопликација или Нисенова фундопликација је техника у области антирефлуксне хирургије којом се део желуца омотава око једњака и на тај начин се спречава рефлукс или враћање желудачног садржаја у једњак.

## Историја
Др Рудолф Нисен (1896–1981)  био је први хирург који је употребио ову процедуру 1955. године. Након тога он је објавио резултате два случаја у швајцарском медицинском недељнику „Свисс Медицал Веекли” 1956. године. 
Потом је 1961. објавио је детаљнију студију о поступаку. У овој студији Нисен је првобитно ову операцију назвао гастропликација. Након што је метода стакла популарност 1970-их носи епоним Нисенова фундопликација.

## Метода
Ова операција се састоји од потпуног захватања дисталног једњака од 360º фундусом желуца, како би се формирао анти-рефлуксни вентил. Приступ, који се изводи абдоминално (лапароскопски или лапаротомски), једна је од најчешће коришћених техника за спречавање  враћања желудачног садржаја у једњак.
Процедура почиње дисекцијом уз малу кривину желуца отварањем гастрохепатичног лигамента. Потом се пресецањем френоезофагеалног лигамента прилази десном крусу дијафрагме. Дисекција се наставља ка левом крусу све до нивоа док даљу дисекцију не ограничава фундус желуца. Потом се врши периезофагеална дисекција у дисталном медијастинуму напред и латерално у циљу обезбеђивања адекватне дужине једњака.
Последњи вагусни нерв се може оставити уз једњак или испрепарисати у доњем медијастину да би се направио простор између једњака и вагусног нерва за касније провлачење фундопликације.
Дисекција фундуса и велике кривине желуца се врши пресецањем аа. гастрица бревес и задња припоја желуца. Потпуном мобилизацијом фундуса прилази се бази левог круса и задњој декусацији, те се потом може комплетирати задња медијастинална дисекција и припремити поље за извођење крурорафије.
Сужавање дијафрагмалног отвора изводи се са 3 до 5 појединачних шавова који су пласирани на 10 мм један од другог нивоа задње декусације па навише, уз стварање адекватне ширине хијатуса након шава.
У циљу обезбеђивања правилних функција фундопликације и спречавања увртања са последичним отежањем гутањем неопходно је правилно  поставити геометрију фундопликације. Да би се то постигло фундус  желуца нсе повлачи тако да задњи зид фундуса представља унутрашњи зид фундопликације, а спољни део фундопликације чини предњи зид фундуса.

## Индикације
Најчешћа индикација за фундопликацију су:
- Пацијенти са ГЕРБ који нису успели да променом начина живота и медицинским лечењем добије резултате.[2]
- Пацијенти који имају симптоме рефлукса или који су имали неконтролисане симптоме рефлукса дуже од 5 година.[3]
- Пацијенти са компликацијеама које настају због дуготрајног ГЕРБ-а, као што су тешки езофагитис, формирање стриктура и развој чира, што се све може видети на ендоскопији.

- Респираторни симптоми и симптоми горњих дисајних путева као што су кашаљ, астма, промуклост су такође индикације за хируршку интервенцију. [4]

- У педијатријској популацији, бебе које не успевају или имају неадекватан пораст телесне тежине упркос терапији инхибиторима протонске пумпе (ППИ) такође могу имати користи од фундопликације.[5]

Присуство Баретовог једњака није индикација, јер је корист фундопликације у спречавању прогресије у аденокарцином контроверзна.

## Компликације
Компликације укључују:
- „синдром надимања гасом“,

- дисфагију (отежано гутање),

- синдром брзог пражњења желуца,

- прекомерне ожиљке,

- повреду вагусног нерва,

- ахалазију (ретко).[6]

Фундопликација се такође може поништити током времена у око 5-10% случајева, што доводи до понављања симптома. Ако симптоми захтевају поновну операцију, хирург може користити Марлек или други облик вештачке мреже да ојача везу.
Могућ је и постоперативни илеус, који је уобичајен након операције абдомена.
Код „синдрома надимања гаса“, фундопликација може да промени механичку способност желуца да елиминише прогутани ваздух подригивањем, што доводи до акумулације гаса у желуцу или танком цреву. Подаци варирају, али одређени степен надимања гаса се може јавити код чак 41%  пацијената. Синдром надимања гаса обично се самоограничава у року од 2 до 4 недеље, али у неким случајевима може да потраје.  Ако се постоперативни синдром надимања гаса не повуче временом, можда ће бити неопходна ограничења у исхрани, саветовање у вези са аерофагијом, лековима и корекцијом – било ендоскопском балон дилатацијом или поновљеном операцијом за ревизију тоталне фундопликације у делимичну фундопликацију.
Акутна дисфагија или краткотрајни проблеми са гутањем су симптом који ће већина пацијената имати након фундопликације. Пацијенти који имају дисфагију пре операције имају већу вероватноћу да ће имати дисфагију после операције. Симптоми дисфагије ће често нестати сами од себе у року од неколико месеци.  Краткорочна дисфагија се контролише модификовањем исхране да би се укључила храна која се лакше прогута, као што су течности и мекана храна. Дисфагија која траје дуже од 3 месеца биће потребна даља евалуација, обично испитивањем гутања баријума, манометријом једњака или ендоскопијом. Структурне промене као што су померање омотача, хернија, развој стенозе или стриктуре могу довести до упорне дисфагије. Претходно недијагностикована ахалазија или омотач који је превише чврст може такође довести до упорне дисфагије. У зависности од етиологије упорне дисфагије, може бити неопходно испитивање, ендоскопска дилатација или хируршка ревизија.
Повраћање је понекад немогуће или, ако није, веома болно након фундопликације, при чему се вероватноћа ове компликације обично смањује у месецима након операције. У неким случајевима, сврха ове операције је исправљање прекомерног повраћања. У почетку, повраћање је немогуће; међутим, мале количине повраћања се могу произвести након што се омотач слегне током времена, а у екстремним случајевима као што је тровање алкохолом или тровање храном, пацијент може слободно да повраћа уз одређену количину бола.